# Moses D. Stivers

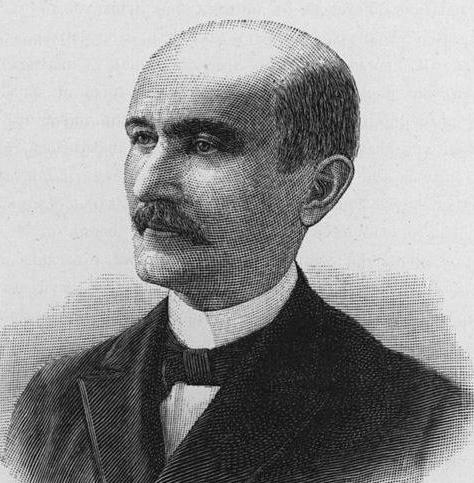
Moses D. Stivers

Moses Dunning Stivers (* 30. Dezember 1828 bei Beemerville, New Jersey; † 2. Februar 1895 in Middletown, New York) war ein US-amerikanischer Politiker (Republikanische Partei). Zwischen 1889 und 1891 vertrat er den Bundesstaat New York im US-Repräsentantenhaus.

## Werdegang
Moses Stivers besuchte eine Gemeinschaftsschule und eine Privatschule sowie das Mount Retirement Seminary in Wantage im Sussex County (New Jersey). Er und sein Vater zogen 1845 nach Ridgebury, wo er seine Ausbildung abschloss. Danach unterrichtete er an einer Schule. Zwischen 1855 und 1864 verfolgte er kaufmännische Geschäfte in Ridgebury und später in Middletown. Er arbeitete zwischen 1864 und 1867 als clerk im Orange County. Während dieser Zeit lebte er in Goshen. Er kehrte dann nach Middletown zurück, wo er 1868 Eigentümer der Orange County Press wurde sowie einer der Eigentümer und Redakteur der Middletown Daily Press. Präsident Ulysses S. Grant ernannte ihn 1869 zum United States Collector für das Steueraufkommen im elften Distrikt von New York – eine Stellung, die er bis 1883 innehatte. Während dieser Zeit nahm er 1880 als Delegierter an der Republican National Convention in Chicago teil. Daneben ging er auch Bankgeschäften nach.
Seine Kandidatur bei der Nachwahl im Jahr 1886 für den 49. Kongress war erfolglos, genauso wie die Kandidatur für den 50. Kongress. Henry Bacon ging in beiden Wahlen als Sieger hervor. Bei den Kongresswahlen des Jahres 1888 für den 51. Kongress wurde er im 15. Wahlbezirk von New York in das US-Repräsentantenhaus in Washington, D.C. gewählt, wo er am 4. März 1889 die Nachfolge von Henry Bacon antrat. Da er auf eine erneute Kandidatur im Jahr 1890 verzichtete, schied er nach dem 3. März 1891 aus dem Kongress aus.
Nach seiner Kongresszeit ging er Bankgeschäften nach. Am 2. Februar 1895 verstarb er in Middletown und wurde dann auf dem Hillside Cemetery beigesetzt.